# Torpedoboote Ausland
Le Torpedoboote Ausland (torpediniere straniere) denominate dalla sigla TA seguita da un numero furono dei piccoli cacciatorpediniere o delle grosse torpediniere catturate dai tedeschi e incorporate nella Kriegsmarine. La maggior parte di queste unità proveniva dalla Regia Marina e vennero catturate dopo l'armistizio dell'8 settembre 1943 ed utilizzate prevalentemente nell'Adriatico Il gruppo più numeroso di queste unità italiane catturate era costituito dalle torpediniere della classe Ariete che vennero catturate mentre erano in allestimento o, in qualche caso, sugli scali prima del varo.

## Unità

### Da TA 1 a TA 6
Erano una classe di cacciatorpediniere francesi ancora in costruzione in Francia, che non vennero mai completate per i tedeschi.

### Unità norvegesi
Piuttosto numeroso fu il numero di unità catturate ai norvegesi durante l'occupazione.

#### Classe Sleipner
Delle unità catturate ai norvegesi le più moderne erano i 4 cacciatorpediniere della classe Sleipner catturati a Kristiansand nel 1940. Di questi, Balder e Tor catturati mentre erano in costruzione vennero ultimati dai tedeschi e rinominati rispettivamente Leopard e Tiger e vennero restituiti alla Norvegia nel 1949. Il Balder venne demolito nel 1952, il Tor nel 1959. Gyller e Odin ribattezzati rispettivamente Löwe e Panther ritornarono alla Norvegia immediatamente dopo la fine della guerra e riclassificati fregate rimasero in servizio fino al 1959. Nel 1945 il Löwe era una delle navi della scorta alla Wilhelm Gustloff nel suo ultimo viaggio. La Wilhelm Gustloff venne silurata affondando con una grande perdita di vite umane. Durante l'affondamento il Löwe mise in salvo 472 naufraghi tra passeggeri e componenti dell'equipaggio.

#### TA 7 e TA 8
Si trattava di due cacciatorpediniere norvegesi, versione modernizzata della classe Sleipner, che furono varati ma mai completati a causa di continui sabotaggi della resistenza norvegese.

#### Altre unità norvegesi
Le altre unità catturate ai norvegesi e inquadrate nelle Torpedoboote Ausland erano obsolete e le più moderne erano state costruite negli anni della prima guerra mondiale. Nella Kriegsmarine vennero così rinominate:
- Troll
- Zick
- Zack
- KT1
- Gazelle
- Kürassier
- Tarantel
- Balte
- Admiral Deinhard
- Schlange
- Eidechse
- Schildkröte
- Seestern
- Qualle
- Krokodil

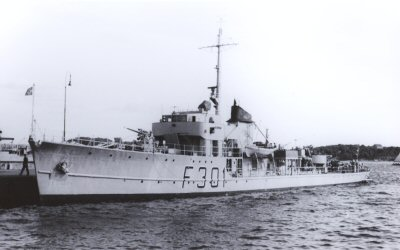
Il Gyller ribattezzato Löwe nella Kriegsmarine nel 1953 dopo il ritorno alla Norvegia

La prima di queste unità era un vecchio cacciatorpediniere varato nel 1910. Le ultime quattro erano anziani dragamine entrati in servizio nei primi anni del XX secolo. Tutte le altre navi erano delle vecchie torpediniere. Quattro furono affondate durante la guerra, le altre restituite alla Norvegia al termine del conflitto e demolite.

### Da TA 9 a TA 13
Erano delle torpediniere francesi da 600 tonnellate catturate dopo l'aprile 1943. Due, comunque, non furono mai utilizzate a causa delle disastrose condizioni del materiale e le altre furono affondate.
- TA 9 (ex La Bombarde) affondata in seguito a un attacco aereo alleato il 23 agosto 1944 nel Mar Tirreno
- TA 10 (ex La Pomone) danneggiata dal cacciatorpediniere HMS Eclipse il 23 settembre 1943, non venne mai riparato
- TA 11 (ex L'Iphiginie) affondato da un MAS l'11 settembre 1943
- TA 12 (ex La Baliste), mai utilizzato
- TA 13 (ex La Bayonnaise), mai utilizzato

### Unità provenienti dalla Regia Marina

#### TA 14
Turbine – Cacciatorpediniere classe Turbine, catturata nel porto del Pireo, nel settembre 1943, venne utilizzata nell'Egeo fino al suo affondamento avvenuto nell'isola di Salamina il 16 settembre 1944 da parte di un aereo statunitense.

#### TA 15
Francesco Crispi - Cacciatorpediniere classe Quintino Sella, catturato nell'Egeo nel settembre 1943, venne affondato durante un raid aereo in cui persero la vita 34 persone nei pressi di Heraklion l'8 marzo 1944.

#### TA 16 e TA 19
Torpediniere classe Curtatone catturati nell'Egeo nel settembre 1943
- TA 16 - ex Castelfidardo affondato durante un raid aereo della RAF nei pressi di Heraklion.
- TA 19 - ex Calatafimi affondato dal sommergibile greco Pipinos il 9 agosto 1944.

#### TA 17 e TA 18
Torpediniere classe Palestro
Catturati nel porto del Pireo il 9 settembre 1943.
- TA 17 - ex San Martino, in servizio nell'Egeo si autoaffondò il 12 ottobre 1944 dopo essere stato danneggiato nel corso di un raid aereo su Salamina
- TA 18 - ex Solferino, in servizio nell'Egeo venne affondato il 19 ottobre 1944 dai cacciatorpediniere HMS Tuscan e HMS Termagant.

#### TA 20

La corvetta Spingarda, rinominata dai tedeschi UJ 208

Ex torpediniera Audace, in servizio nel Mar Adriatico. Fu colata a picco il 1º novembre 1944 dai cacciatorpediniere HMS Avondale e HMS Wheatland. Insieme all'Audace vennero affondate due corvette della classe Gabbiano e parimenti catturate alla Regia Marina: la UJ 202 (ex Melpomene) e UJ 208 (ex Spingarda). Tutte e tre le navi affondarono nelle acque dell'isola di Pago.

#### TA 21
Ex torpediniera Insidioso, affondata da un aerosilurante a Fiume il 5 novembre 1944.

#### TA 22 e TA 35
Ex torpediniere classe Rosolino Pilo in servizio nell'Adriatico:
- TA 22 - ex Giuseppe Missori, fu pesantemente danneggiato dalle bombe di un caccia il 25 giugno 1944, fu disarmato il successivo 11 agosto e il suo scafo fu demolito nel 1949.
- TA 35 - ex Giuseppe Dezza, entrò in servizio il 9 giugno 1944 dopo essere stato autoaffondato dall'equipaggio, ma fu distrutto da una mina navale il 17 agosto 1944.[2]

#### TA 23, TA 25 e TA 26
Ex torpediniere classe Ciclone Impavido, Intrepido e Ardito, prestarono servizio sulle coste occidentali italiane: furono progressivamente affondate tra aprile e luglio 1944.

#### Gruppo TA 24
Ex classe Ariete - Tutte le imbarcazioni della Classe Ariete, molte delle quali ancora in costruzione vennero catturate dai tedeschi ed incorporate nella Kriegsmarine. Alcune non vennero mai completate. L'unica sfuggita a questa sorte è stata l'Ariete che venne internata dagli Alleati per poi essere consegnata alla Jugoslavia in conto riparazione danni di guerra.

#### TA 31
Ex Dardo catturato a Genova danneggiato in un raid aereo il 25 ottobre 1944 venne autoaffondato il 24 aprile 1945

#### TA 32
Cacciatorpediniere ex jugoslavo Dubrovnik incorporato nella Regia Marina nel 1941 e ribattezzato Premuda, venne ricostruito dai tedeschi e armato con cannoni da 105mm, gli stessi che costituivano l'armamento antiaereo degli incrociatori tedeschi Classe Hipper. In servizio dal 18 agosto 1944 quale nave insegna della Xª Flottiglia di base a Genova venne impiegato nelle acque del Mar Ligure e danneggiato, il 18 marzo 1945 in un combattimento, con cacciatorpediniere britannici, nel corso del quale vennero affondati TA 24 e TA 29 due torpediniere ex-Classe Ariete. Venne autoaffondato il 25 aprile 1945 nel porto di Genova prima dell'arrivo degli alleati.

#### TA 33 e TA 34
Ex cacciatorpediniere classe Soldati:
- TA 33 - ex Corsaro (a sua volta ex Squadrista) non completato, venne affondato il 4 settembre 1944 a Genova, mentre effettuava le prove in mare
- TA 34 ex Carrista catturato il 9 settembre 1943 a Livorno mentre era ancora in costruzione, non venne mai completato.

Nella Kriegsmarine un'altra unità ebbe la matricola T 34. Si trattava di una piccola torpediniera costruita nei cantieri Ganz-Danubius di Fiume dove il suo scafo venne impostato nel 1915. L'unità varata l'8 luglio 1916 entrò in servizio il 10 novembre dello stesso anno nella marina austriaca. Dopo il primo conflitto mondiale entrò a far parte della Marina jugoslava. Dopo l'invasione della Jugoslavia da parte delle potenze dell'Asse venne incorporata con la sigla T7 nella Regia Marina nel 1941. Dopo l'armistizio dell'8 settembre venne catturata dai tedeschi nel porto di Gravosa presso Dubrovnik e ceduta alla marina croata. Restituita alla Kriegsmarine il 17 giugno 1944 e rinominata TA 34, il 24 giugno sette giorni dopo venne affondato da una motosilurante inglese.

#### TA 43
Cacciatorpediniere ex jugoslavo Beograd incorporato nella Regia Marina nel 1941 e ribattezzato Sibenico in servizio nell'Adriatico venne autoaffondato a Trieste il 1º maggio 1945

#### TA 44

Il cacciatorpediniere Antonio Pigafetta nel 1936

Ex Antonio Pigafetta della Classe Navigatori. Dopo l'armistizio venne sabotato dal proprio equipaggio nel porto di Fiume e la maggior parte dei macchinari imbarcata su un mercantile portato poi ad affondare in acque profonde. Il Pigafetta venne recuperato dai tedeschi e rimesso in efficienza nel 1944. Venne definitivamente affondato il 17 febbraio 1945 nel porto di Trieste durante un bombardamento aereo alleato.

#### TA 48
Piccola torpediniera costruita a Trieste nel 1914, appartenuta prima alla marina dell'Impero austro-ungarico e passata alla marina jugoslava al termine della prima guerra mondiale. Nel corso del secondo conflitto mondiale venne prima catturata dalle forze italiane nel 1941 e successivamente alle vicende armistiziali, catturato dai tedeschi venne preso in carico dalla Kriegsmarine il 16 ottobre 1943. Ceduto alla marina croata venne restituito alla Kriegsmarine il 12 gennaio 1944 e rinominato TA 48. Venne affondato da una bomba il 20 febbraio 1945

#### TA 49
Ex torpediniera Lira della classe Spica, venne autoaffondata a Spezia dal proprio equipaggio in seguito alle vicende armistiziali. Recuperato dai tedeschi all'inizio del 1944 e rinominato TA 49, venne affondato da una bomba il 4 novembre 1944 mentre era ancora in riparazione.

La torpediniera Ardito

#### Altre unità provenienti dalla Regia Marina
Numerose furono le unità provenienti dalla Regia Marina ed incorporate nella Kriegsmarine in seguito alle vicende che seguirono l'armistizio di Cassibile. Non tutte fecero parte delle Torpedoboote Ausland. Particolarmente numerose furono le corvette della classe Gabbiano, mentre furono cinque le unità della classe Capitani Romani.